# Le Secret de Château Valmont

Le Secret de Château Valmont (Till We Meet Again) est un téléfilm américain en 3 parties de 1989 réalisé par Charles Jarrott.

## Synopsis
En France, pendant la Première Guerre mondiale. Paul de Lancel, époux de Laure de Saint-Fraycourt et père de Bruno, a une brève aventure avec Ève, une simple chanteuse. Laure se suicide et Bruno est élevé par les Saint-Fraycourt. Paul se remarie avec Ève, avec qui il a deux filles. Quand la Seconde Guerre mondiale débute, Paul repart au front, tandis que son fils préfère la collaboration...

## Fiche technique
- Titre original : Till We Meet Again
- Réalisation : Charles Jarrott
- Scénario : Judith Krantz, Andrew Peter Marin
- Durée : 3 x 95 minutes
- Pays :  États-Unis

## Distribution
- Michael York : Paul de Lancel
- Courteney Cox : Marie-Frederique 'Freddy' de Lancel
- Mia Sara : Delphine de Lancel
- Lucy Gutteridge : Ève de Lancel
- Hugh Grant : Bruno de Lancel
- Charles Shaughnessy : Armand Sadowski
- Maxwell Caulfield : Alain Marais
- John Vickery : Anthony Alistair Wilmot 'Tony' Longbridge
- Barry Bostwick : Terrence 'Mac' McGuire
- Bruce Boxleitner : Jock Hampton
- Denis Arndt : Swede Castelli
- Juliet Mills : Vivianne de Biron
- Caroline Blakiston : Madame Courdet
- Angela Browne : Lady Penelope Longbridge
- Linden Chiles : Richard Armstrong
- Niamh Cusack : Louise
- Roland Curram : marquis de St. Fraycourt
- Christopher Chaplin : Jacques Sette
- Paul Daneman : Jean-Luc de Lancel
- Vernon Dobtcheff : Felix Penroux
- David Griffin : capitaine Douglas
- Elisabeth Harnois : Freddy jeune
- Susannah Harker : Laure de Lancel
- Paul Humpoletz : Philippe
- James Hornbeck : Dr Weitz
- Michael Johnson : Marcel
- Wolf Kahler : Capt. Ruttemann
- Rosalind Knight : Marquise de St. Fraycourt
- Phyllida Law : Annette de Lancel
- Anthony Newlands : Jacques Charles
- Olivier Pierre : Dr. Courdet
- Robin Polley : Captain
- Michael Sarne : Gen. Von Stern
- Keith Anderson : Jules
- William Fair : Flyer
- William Foreshaw : Eric Longbridge
- Lucy Gradwell : Polly Longbridge
- Richard Gradwell : Dylon Longbridge
- Joyce Grundy : Madame Martin